# Sífutás az 1956. évi téli olimpiai játékokon
Az 1956. évi téli olimpiai játékokon a sífutás versenyszámait Cortina d’Ampezzóban rendezték január 27. és február 4. között. Új versenyszámként a férfi 30 km-es és a női 3 × 5 km-es váltó versenyszám került a programba.

## Részt vevő nemzetek
A versenyeken 20 nemzet 150 sportolója vett részt.
- Ausztria
- Bulgária
- Csehszlovákia
- Egyesült Államok
- Finnország
- Franciaország
- Izland
- Japán
- Jugoszlávia
- Kanada
- Lengyelország
- Libanon
- Nagy-Britannia
- Egyesült Német Csapat
- Norvégia
- Olaszország
- Románia
- Svájc
- Svédország
- Szovjetunió

## Éremtáblázat
(Az egyes számoszlopok legmagasabb értéke vagy értékei vastagítással kiemelve.)
| Az 1956. évi téli olimpiai játékok éremtáblázata sífutásban | Az 1956. évi téli olimpiai játékok éremtáblázata sífutásban | Az 1956. évi téli olimpiai játékok éremtáblázata sífutásban | Az 1956. évi téli olimpiai játékok éremtáblázata sífutásban | Az 1956. évi téli olimpiai játékok éremtáblázata sífutásban | Olimpia  |
| ----------------------------------------------------------- | ----------------------------------------------------------- | ----------------------------------------------------------- | ----------------------------------------------------------- | ----------------------------------------------------------- | -------- |
|                                                             | Ország                                                      | Arany                                                       | Ezüst                                                       | Bronz                                                       | Összesen |
| 1.                                                          | Szovjetunió (URS)                                           | 2                                                           | 2                                                           | 3                                                           | 7        |
| 2.                                                          | Finnország (FIN)                                            | 2                                                           | 2                                                           | 0                                                           | 4        |
| 3.                                                          | Svédország (SWE)                                            | 1                                                           | 2                                                           | 3                                                           | 6        |
| 4.                                                          | Norvégia (NOR)                                              | 1                                                           | 0                                                           | 0                                                           | 1        |
|                                                             |                                                             |                                                             |                                                             |                                                             |          |
| Összesen                                                    | Összesen                                                    | 6                                                           | 6                                                           | 6                                                           | 18       |

## Érmesek

### Férfi
| Az 1956. évi téli olimpiai játékok érmesei férfi sífutásban |                                                                                             |         |                                                                                        |         |                                                                                             |         |
| Versenyszám                                                 | Arany                                                                                       | Arany   | Ezüst                                                                                  | Ezüst   | Bronz                                                                                       | Bronz   |
| 15 km                                                       | Hallgeir Brenden · Norvégia (NOR)                                                           | 49:39   | Sixten Jernberg · Svédország (SWE)                                                     | 50:14   | Pavel Kolcsin · Szovjetunió (URS)                                                           | 50:17   |
| 30 km                                                       | Veikko Hakulinen · Finnország (FIN)                                                         | 1:44:06 | Sixten Jernberg · Svédország (SWE)                                                     | 1:44:30 | Pavel Kolcsin · Szovjetunió (URS)                                                           | 1:45:45 |
| 50 km                                                       | Sixten Jernberg · Svédország (SWE)                                                          | 2:50:27 | Veikko Hakulinen · Finnország (FIN)                                                    | 2:51:45 | Fjodor Tyerentyjev · Szovjetunió (URS)                                                      | 2:53:32 |
| 4 × 10 km, váltó                                            | Szovjetunió (URS) · Fjodor Tyerentyjev · Pavel Kolcsin · Nyikolaj Anyikin · Vlagyimir Kuzin | 2:15:30 | Finnország (FIN) · August Kiuru · Jorma Kortelainen · Arvo Viitanen · Veikko Hakulinen | 2:16:31 | Svédország (SWE) · Lennart Larsson · Gunnar Samuelsson · Per-Erik Larsson · Sixten Jernberg | 2:17:42 |

### Női
| Az 1956. évi téli olimpiai játékok érmesei női sífutásban |                                                                       |         |                                                                            |         |                                                                        |         |
| Versenyszám                                               | Arany                                                                 | Arany   | Ezüst                                                                      | Ezüst   | Bronz                                                                  | Bronz   |
| 10 km                                                     | Ljubov Kozireva · Szovjetunió (URS)                                   | 38:11   | Ragyja Jerosina · Szovjetunió (URS)                                        | 38:16   | Sonja Edström · Svédország (SWE)                                       | 38:23   |
| 3 × 5 km, váltó                                           | Finnország (FIN) · Sirkka Polkunen · Mirja Hietamies · Siiri Rantanen | 1:09,01 | Szovjetunió (URS) · Ljubov Kozireva · Alevtyina Kolcsina · Ragyja Jerosina | 1:09,28 | Svédország (SWE) · Irma Johansson · Anna-Lisa Eriksson · Sonja Edström | 1:09,48 |